# Roussillon (Vaucluse)
Roussillon è un comune francese di 1 328 abitanti situato nel dipartimento della Vaucluse nella regione della Provenza-Alpi-Costa Azzurra.
Il borgo deve la sua fama agli estesi giacimenti d'ocra che lo circondano. La Chaussée des Géants ("Viale dei Giganti") è ammirabile da un sentiero attrezzato scavato nella stessa ocra, che a seconda dell'ora del giorno e della posizione assume colori che vanno dal giallo all'arancione e al rosso scuro.
Il paese stesso deve il suo nome al colore rosso delle rocce circostanti.

## Società

### Evoluzione demografica
Abitanti censiti

## Galleria d'immagini

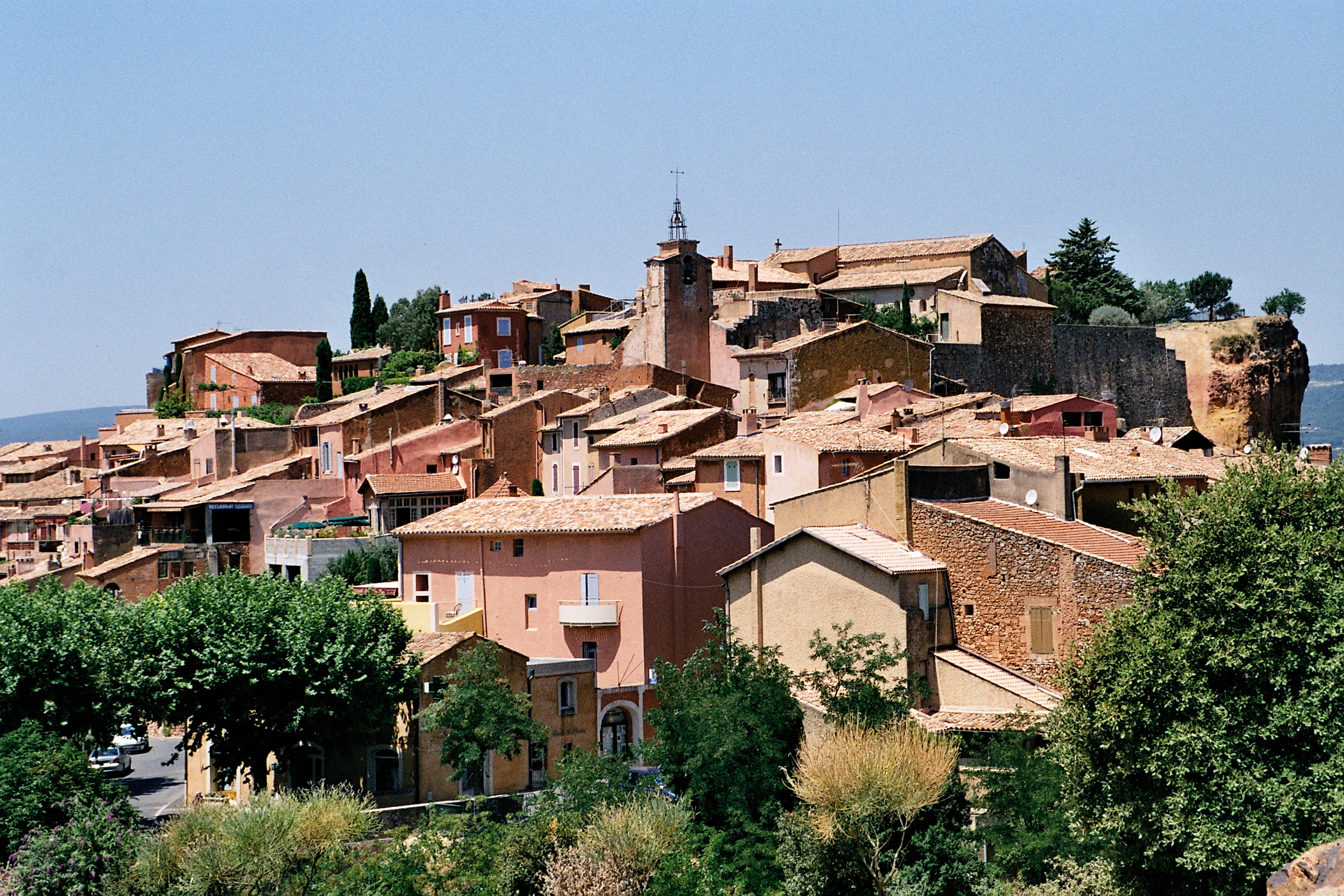
Veduta di Roussilon
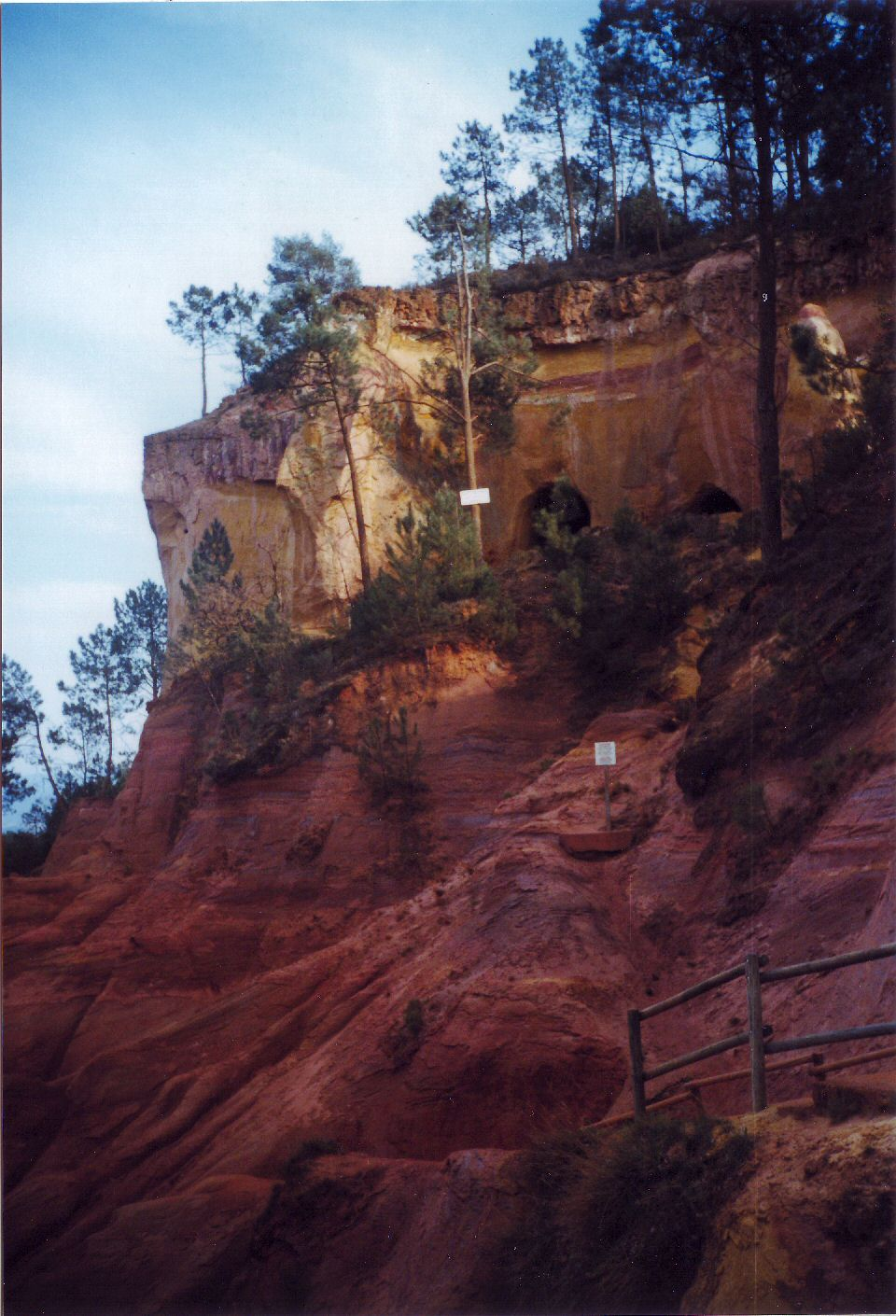
Le rocce d'ocra
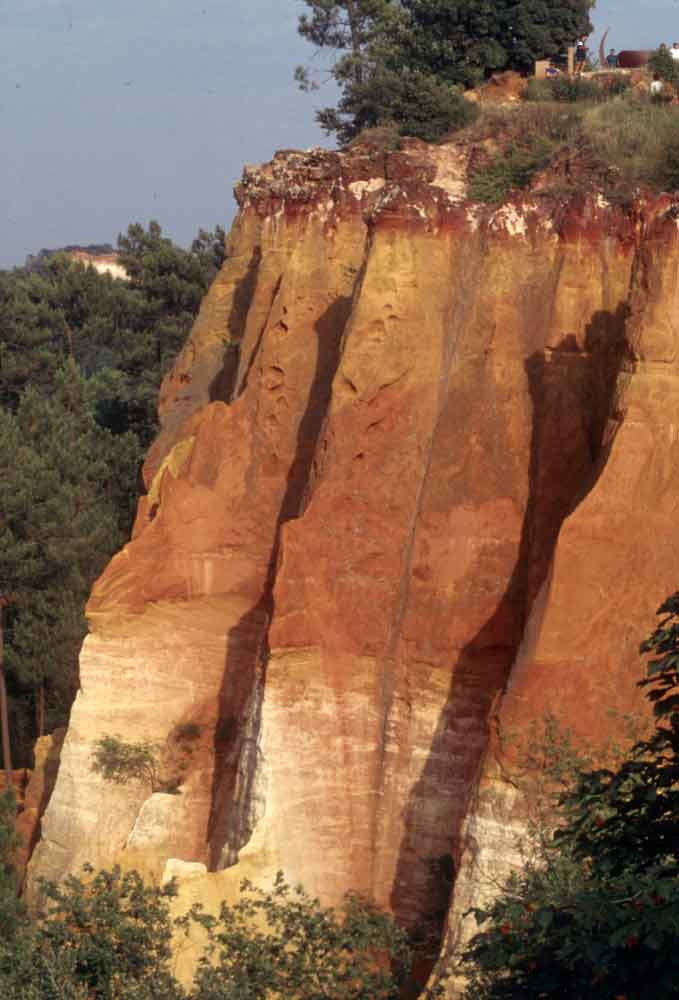
Lo sperone d'ocra all'imbocco del paese
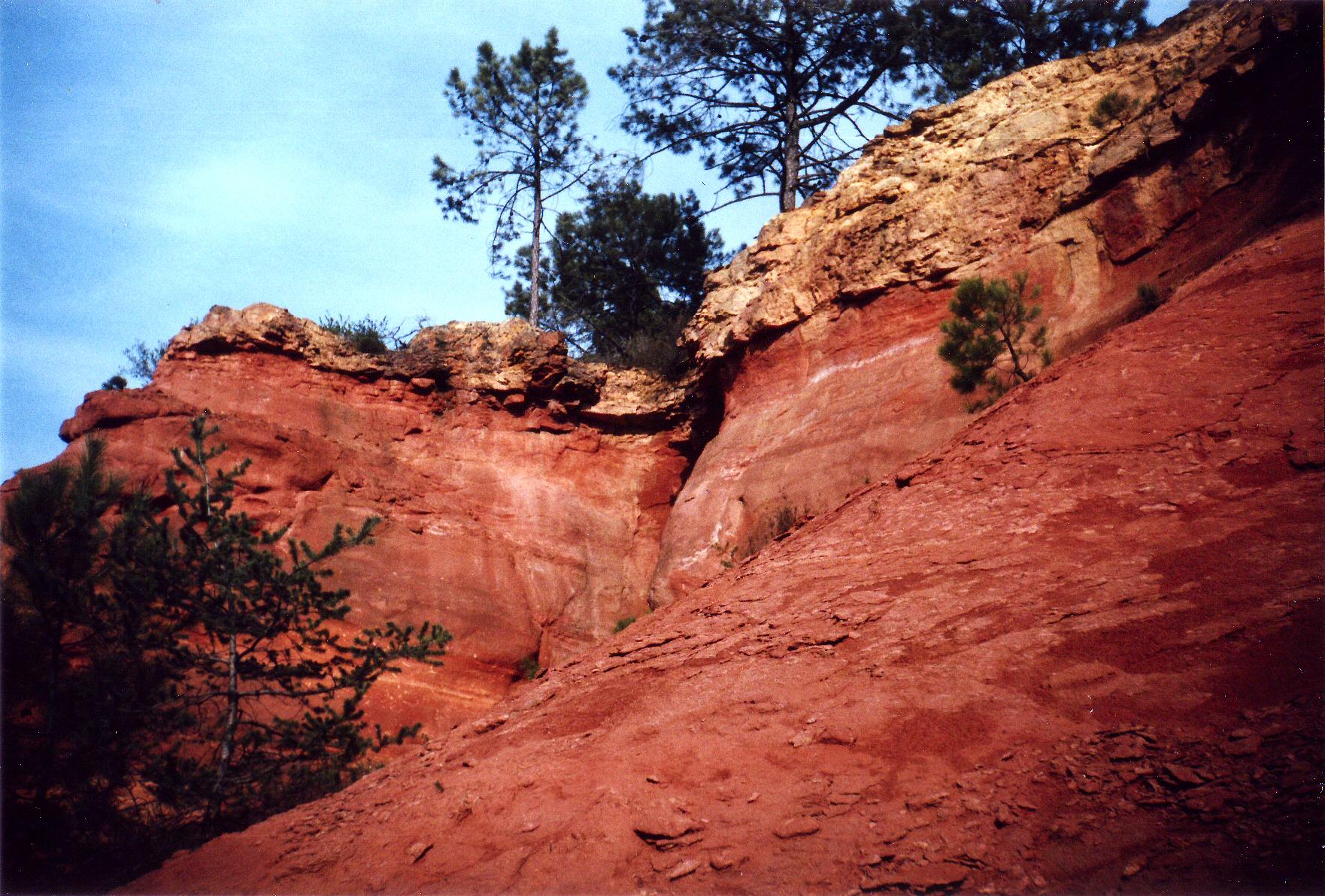
Dettaglio del sentiero dell'ocra
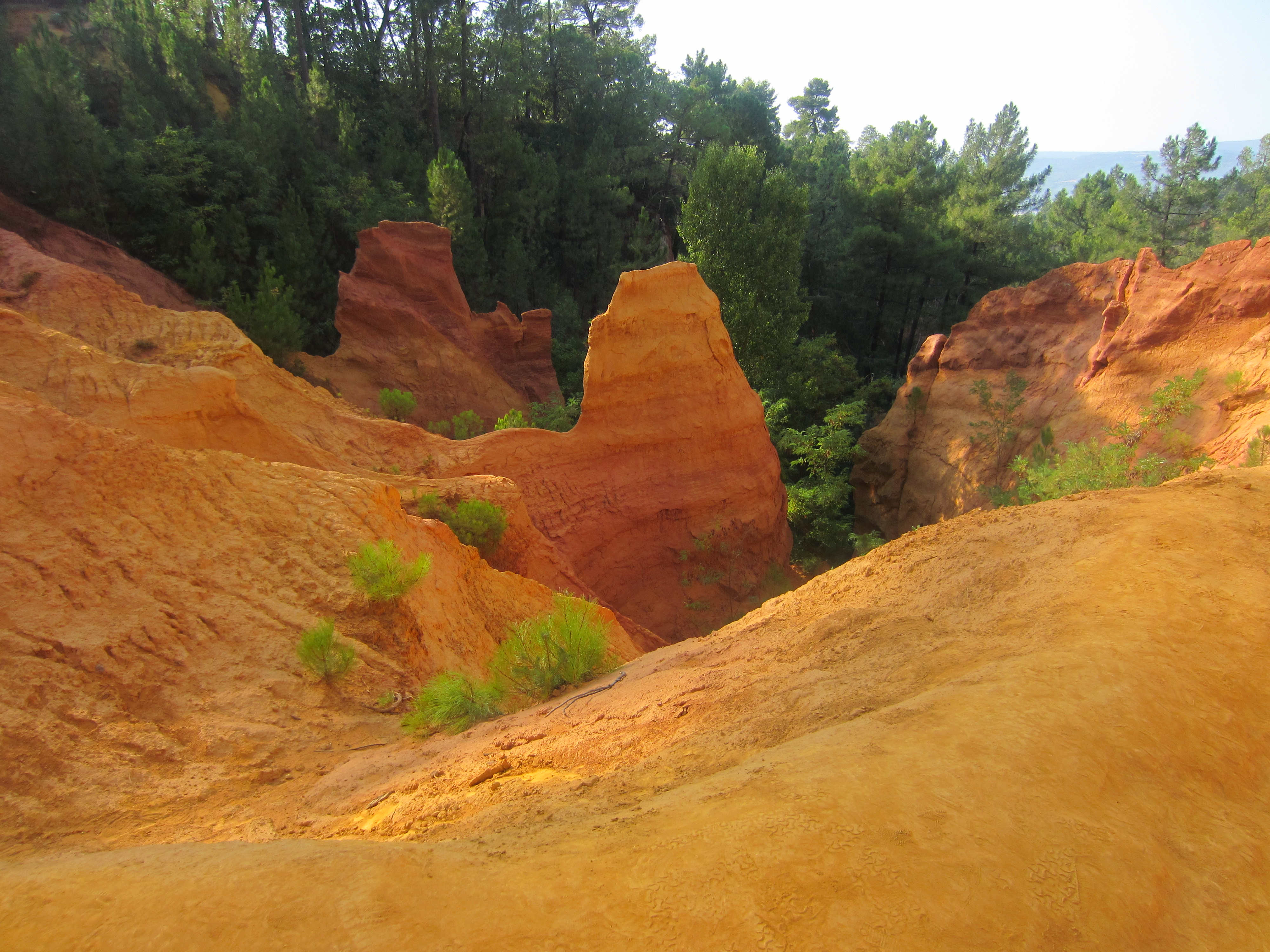
Il sentiero verso il tramonto